# Centrale de Bryson
La centrale de Bryson est une centrale hydroélectrique et un barrage d'Hydro-Québec érigés sur la rivière des Outaouais, à Bryson, dans la région administrative de l'Outaouais, au Québec. Cette centrale, d'une puissance installée de 61 MW, a été mise en service en 1925.

## Images

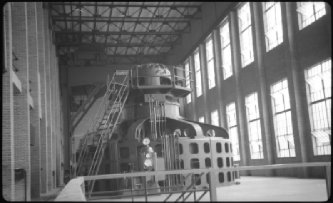
Un des groupes turbine-alternateur de la centrale de Bryson